# DB-Baureihe 730/731
Unter der Baureihenbezeichnung 730 führte die Deutsche Bundesbahn zwischen 1981 und 1990 zwei Enteisungszüge für die S-Bahn Hamburg. Die Mittelwagen wurden als Baureihe 731 bezeichnet. Die Fahrzeuge entstanden 1981 durch Umbauten zweier Triebzüge der DB-Baureihe 471 (471 103 und 471 133). 1989 wurden die beiden Enteisungstriebzüge vom Enteisungstriebwagen der DB-Baureihe 732 (1989) abgelöst.
Ausschlaggebend für den Einsatz der Enteisungstriebwagen war der außergewöhnlich harte Winter 1978/79 (siehe u. a. Schneekatastrophe 1978/1979), bei dem zahlreiche Vereisungen an den Stromschienen auftraten und der S-Bahn-Verkehr dadurch zum Erliegen kam.